# 梁乘龍
梁乘龍，香港政府公務員，現
任葵青區民政事務專員，曾任勞工及福利局助理秘書長和財經事務及庫務局助理秘書長。
他於2011年加入香港政府任職二級行政主任，2014年轉職政務職系。先後任職民政事務總署、勞工及福利局和財經事務及庫務局。2025年8月4日，香港政府宣布任命他接替鄧顯權，出任葵青區民政事務專員，8月11日正式上任。